# Exoneura florentiae
Exoneura florentiae är en biart som beskrevs av Rayment 1939. Exoneura florentiae ingår i släktet Exoneura och familjen långtungebin. Inga underarter finns listade i Catalogue of Life.